# کینگزلی (آیووا)
کینگزلی (به انگلیسی: Kingsley) شهری در ایالت آیووا کشور ایالات متحده آمریکا است که جمعیت آن در سرشماری سال ۲۰۱۰ میلادی، ۱٬۴۱۱ نفر بوده‌است.